# モナムール東京
『モナムール東京』（モナムールとうきょう）mon amour tokyoは、1997年6月21日にリリースされたピチカート・ファイヴ13枚目のシングル。

## 収録曲
1. モナムール東京mon amour tokyo
  - 詞／曲：小西康陽
2. 私の人生、人生の夏ma vie, l'ete de vie
  - 詞／曲：小西康陽
3. モナムール東京（Instrumental）mon amour tokyo
  - 詞／曲：小西康陽

## 収録アルバム
- 『ハッピー・エンド・オブ・ザ・ワールド』（1997年6月21日）
- 『ピチカート・ファイヴJPN〜Big Hits and Jet Lags 1994-1997』（1997年12月10日）
- 『シングルス』（2001年6月21日）